# Gerpir
Der Berg Gerpir liegt in den Ostfjorden Islands. 
Er erreicht eine Höhe von 661 m und bildet den östlichsten Punkt der Insel. Er liegt zwischen den unbewohnten Buchten Sandvík und Vöðlavík. Letztere ist über den Helgustaðavegur  und den Vöðlavíkurvegur  aus Eskifjörður zu erreichen (23 km). Das Gebiet (Gerpissvæðið) gehört zur Gemeinde Fjarðabyggð im Bezirk Suður-Múlasýsla. Am 11. September 2021 wurde das Gebiet um den Gerpir unter Schutz gestellt.